# Kieran Crowley
Kieran James Crowley (Kaponga, 31 agosto 1961) è un ex rugbista a 15 e allenatore di rugby a 15 neozelandese, campione del mondo nel 1987 con gli All Blacks.

## Biografia
Proveniente dalla regione di Taranaki, nell'Isola del Nord, Crowley debuttò a 18 anni per la relativa provincia rugbistica nel 1980; a tale provincia legò tutta la sua carriera nel campionato nazionale, disputando anche tre campionati, durante la stagione invernale dell'Emisfero Nord, in Italia nel Parma.
Ancora nel 1980 rappresentò la Nuova Zelanda a livello giovanile e, nel 1983, debuttò negli All Blacks in Scozia come sostituto di Allan Hewson durante un incontro infrasettimanale del tour di fine anno nelle Isole Britanniche.
Il 1º giugno 1985 disputò il suo primo test match a Christchurch contro l'Inghilterra, incontro nel quale marcò, con sei calci piazzati, tutti i punti che servirono agli All Blacks per battere 18-15 gli avversari; prese poi parte alla Coppa del Mondo di rugby 1987 che la Nuova Zelanda si aggiudicò, e quattro anni più tardi fece parte della squadra che guadagnò il terzo posto alla Coppa del Mondo di rugby 1991.
Dopo il ritiro da giocatore divenne allenatore, e tra il 1998 e il 2007 guidò la provincia di Taranaki sia da assistente che da allenatore-capo; nel 2007 guidò la Nazionale neozelandese Under-19 alla vittoria nel campionato mondiale giovanile, e nel 2008 gli fu offerta la guida della Nazionale del Canada; con tale squadra disputò la Coppa del Mondo di rugby 2011 in Nuova Zelanda e la condusse alla sua prima vittoria dall'edizione 2003, contro Tonga per 25-20, e a un successivo pareggio contro il Giappone, che evitarono al Canada l'ultimo posto del girone anche se non raggiunse la qualificazione automatica all'edizione successiva.
Nel 2016 fu di nuovo in Italia ma da allenatore, alla guida tecnica del Benetton: tra i risultati di maggior rilievo raggiunti figurano la prima qualificazione di sempre ai play-off di Pro14 (nella stagione 2018-19, sconfitti ai quarti di finale da Munster) e il primo storico arrivo di un'italiana alle fasi eliminatorie di una coppa europea, nella Challenge Cup 2020-21: dopo aver battuto Agen negli ottavi, la franchigia veneta si fermò contro il Montpellier ai quarti di finale.
A giugno 2021 conquista alla guida del Benetton Treviso il primo storico successo italiano di un trofeo internazionale in una competizione per club in Pro14 Rainbow Cup.
Terminato l'incarico a Treviso, Crowley ha ricevuto dalla Federazione Italiana Rugby l'incarico a C.T. della nazionale maggiore a partire dal 1º luglio 2021. Sotto la sua gestione l'Italia, battendo il Galles per 22-21 a Cardiff, è tornata a vincere una partita al Sei Nazioni  dopo sette anni e 36 sconfitte consecutive.
Nel luglio 2023 annuncia, tramite il proprio profilo Twitter, di essere stato ingaggiato come allenatore del Mie Honda Heat, squadra che milita nella Seconda Divisione del campionato giapponese di rugby.

## Palmarès

### Giocatore
- Coppe del mondo: 1
Nuova Zelanda: 1987

### Allenatore
- Pro14 Rainbow Cup: 1
Benetton Treviso: 2020-21